# Rudy (futbolista)
Carlos Wilson Cachicote da Rocha (Oeiras, Región de Lisboa, Portugal, 5 de enero de 1989), también conocido como Rudy, es un futbolista portugués, aunque también tiene nacionalidad angoleña y santotomense. Juega de mediapunta en el Maldon & Tiptree F.C..

## Trayectoria
Tras pasar por las categorías inferiores de varios equipos del distrito de Lisboa como Os Belenenses o Atlético Clube de Portugal, Rudy inicia su carrera sénior en las filas del Sporting Clube Linda-a-Velha en 2008, pasando luego a disputar la Tercera División Nacional en las filas del SC Praiense.
Fue en 2010 cuando fichó por el Atlético Clube de Portugal, fichando al final de temporada por el Cercle Brugge de la Primera División de Bélgica.
En su primera temporada en Bélgica, se convierte en el máximo goleador de su equipo con 13 goles, atrayendo la atención de diversos medios europeos.
Tras una segunda temporada más discreta en el apartado realizador, consigue la carta de libertad, ya que el entrenador Lorenzo Staelens no contaba con él, y ficha por el Deportivo de La Coruña. El 31 de enero de 2014 se va cedido al Os Belenenses.
El 22 de agosto de 2014 en mutuo acuerdo con el Real Club Deportivo de La Coruña rescinde su contrato con el club coruñés y llega libre al club griego Skoda Xanthi FC.

## Selección nacional
Portugués de nacimiento y con raíces en Santo Tomé y Príncipe por parte de padre y Angola por parte de madre, eligió representar a Angola y el 23 de mayo de 2014 aceptó una convocatoria para unos amistosos ante Marruecos e Irán a finales de ese mes Aun así, su debut como internacional no se produciría hasta el 3 de agosto de ese mismo año, en un amistoso ante Etiopía.